# Morse (circonscription saskatchewanaise)
Pour les articles homonymes, voir Morse.
Circonscription électorale provinciale du Canada
Morse est une ancienne circonscription électorale provinciale de la Saskatchewan au Canada. Elle est représentée à l'Assemblée législative de la Saskatchewan de 1912 à 1995.

## Géographie
La circonscription était centrée autour de la ville de Morse.

## Liste des députés
| Parlement                                                                    | Années    | Député                    | Député                        | Parti                     |
| Morse                                                                        | Morse     | Morse                     | Morse                         | Morse                     |
| ---------------------------------------------------------------------------- | --------- | ------------------------- | ----------------------------- | ------------------------- |
| 3e                                                                           | 1912–1917 |                           | Malcolm L. Leitch             | Libéral                   |
| 4e                                                                           | 1917–1921 |                           | Malcolm L. Leitch             | Libéral                   |
| 5e                                                                           | 1921–1925 |                           | John Archibald Maharg (en)    | Indépendant               |
| 6e                                                                           | 1925–1927 |                           | William Paris MacLachlan (en) | Libéral                   |
| 6e                                                                           | 1927-1929 | Duncan Morris Robertson   |                               | Libéral                   |
| 7e                                                                           | 1929–1934 |                           | Richard Percy Eades           | Progressiste-conservateur |
| 8e                                                                           | 1934–1938 |                           | Neil John MacDonald           | Libéral                   |
| 9e                                                                           | 1938–1944 | Benjamin Thomas Hyde (en) |                               | Libéral                   |
| 10e                                                                          | 1944–1946 |                           | Sidney Merlin Spidell (en)    | CCF                       |
| 10e                                                                          | 1946-1948 | James William Gibson (en) |                               | CCF                       |
| 11e                                                                          | 1948–1952 | James William Gibson (en) |                               | CCF                       |
| 12e                                                                          | 1952–1956 | James William Gibson (en) |                               | CCF                       |
| 13e                                                                          | 1956–1960 | James William Gibson (en) |                               | CCF                       |
| 14e                                                                          | 1960–1964 |                           | Ross Thatcher                 | Libéral                   |
| 15e                                                                          | 1964–1967 |                           | Ross Thatcher                 | Libéral                   |
| 16e                                                                          | 1967–1971 |                           | Ross Thatcher                 | Libéral                   |
| 17e                                                                          | 1971–1971 |                           | Ross Thatcher                 | Libéral                   |
| 17e                                                                          | 1971-1975 | John N. Wiebe             |                               | Libéral                   |
| 18e                                                                          | 1975–1978 | John N. Wiebe             |                               | Libéral                   |
| 19e                                                                          | 1978–1982 |                           | Reginald John Gross (en)      | Néo-démocrate             |
| 20e                                                                          | 1982–1986 |                           | Harold Martens (en)           | Progressiste-conservateur |
| 21e                                                                          | 1986–1991 |                           | Harold Martens (en)           | Progressiste-conservateur |
| 22e                                                                          | 1991–1995 |                           | Harold Martens (en)           | Progressiste-conservateur |
| Circonscription redistribuée dans Lumsden-Morse, Swift Current et Wood River |           |                           |                               |                           |